# Les Ormes-sur-Voulzie
Les Ormes-sur-Voulzie is een gemeente in het Franse departement Seine-et-Marne (regio Île-de-France) en telt 849 inwoners (2004). De plaats maakt deel uit van het arrondissement Provins.

## Geografie
De oppervlakte van Les Ormes-sur-Voulzie bedraagt 12,3 km², de bevolkingsdichtheid is 69,0 inwoners per km².
De onderstaande kaart toont de ligging van Les Ormes-sur-Voulzie met de belangrijkste infrastructuur en aangrenzende gemeenten.

## Demografie
Onderstaande figuur toont het verloop van het inwonertal (bron: INSEE-tellingen).